# Luis Martínez de Irujo y Artázcoz
Luis Martínez de Irujo y Artázcoz (Madrid, 17 de noviembre de 1919-Houston, 6 de septiembre de 1972) fue un noble español, hijo de los duques de Sotomayor y marqueses de Casa Irujo, y el primer marido de Cayetana Fitz-James Stuart, XVIII duquesa de Alba, y por tanto duque consorte de Alba. Era ingeniero industrial y abogado.

## Biografía
Fue el sexto hijo de Pedro Martínez de Irujo y Caro (1882-1957), IX duque de Sotomayor y V marqués de Casa Irujo, y de su esposa, Ana María de Artázcoz y Labayen (1892-1930), Dama de la Reina Victoria Eugenia de España. Estudió en el Real Colegio de Estudios Superiores de María Cristina. Combatió en la Guerra Civil, del lado de los sublevados. Cuando tenía 27 años, el 12 de octubre de 1947, saltó a la fama cuando fue elegido por Jacobo Fitz-James Stuart y Falcó, XVII duque de Alba, para contraer matrimonio con Cayetana Fitz-James Stuart, entonces duquesa de Montoro, y heredera del ducado, en la catedral de Sevilla. Un año después, nació el primer hijo del matrimonio, Carlos. Tuvo cinco hijos más, Alfonso (1950), Jacobo (1954), Fernando (1959), Cayetano (1963), y Eugenia (1968).
Desarrolló su actividad en el ámbito político, siendo consejero del Reino, procurador en Cortes y consejero de Educación Nacional. También formó parte del mundo de las finanzas colaborando como consejero del Banco de España. Su afición al arte y su labor como mecenas, le ensalzaron a la Dirección de la Real Academia de Bellas Artes de San Fernando en 1967, institución en la había ingresado en 1962. Su discurso de investidura como director se tituló "La batalla de Mühlberg en las pinturas murales de Alba de Tormes". Luis era pariente del Conde de Mieres y ambos eran "amigos fraternales" de Federico Silva Según las memorias políticas de éste.
Era caballero de la Real Maestranza de Zaragoza, así como Consejero de las Órdenes Militares e Integrante del Tribunal Metropolitano. Además, desde 1964 era Vocal del Real Patronato del Museo del Prado.
Fue presidente de la Asociación Española de Amigos de los Castillos, y formó parte de la Real Academia Catalana de Bellas Artes de San Jorge. También fue tesorero general de Cáritas Española desde 1960.
En 1953, tras la muerte de su suegro, se convirtió en duque consorte de Alba y empezó a encargarse de gestionar asuntos relacionados con la casa. Desempeñó durante años el cargo de Jefe de la Casa de S.M. la reina Victoria Eugenia de España, hasta la muerte de ésta en su exilio suizo. El duque fue quien en enero de 1969 negó la autenticidad de la Perla Peregrina. Empezó a sufrir problemas de salud, y fue posteriormente diagnosticado de leucemia. Junto a su hijo Carlos viajó a Houston para ingresar en un centro especializado en su dolencia, la Clínica Anderson. Sin embargo, pese al tratamiento recibido falleció el 6 de septiembre de 1972 en Houston.
El mismo año de su muerte había sido nombrado presidente del Instituto de España, aunque no llegó a tomar posesión de su cargo.
Fue enterrado en el monasterio de la Inmaculada Concepción, en el panteón familiar de la Casa de Alba.

## Luis Martínez de Irujo en la cultura popular
En la serie La Duquesa, de Telecinco, su papel fue representado por el actor Roberto Enríquez.

## Biografía
- El peso del nombre. Escrita por José Miguel Hernández Barral. 7 de septiembre de 2022.[8] ISBN 9788413844329

## Distinciones honoríficas

### Distinciones honoríficas españolas
- Caballero de la Real Maestranza de Caballería de Zaragoza.
- Cruz del Mérito Militar (con distintivo rojo).
- Medalla de la Campaña 1936-1939.
- Caballero gran cruz de la Orden de Isabel la Católica (01/05/1967).[9]
- Medalla conmemorativa del IV Centenario de la Batalla de Lepanto[1] (11/02/1971).
- Caballero gran cruz de la Orden Civil de Alfonso X el Sabio (01/04/1972).[10]

### Distinciones honoríficas extranjeras
- Caballero gran cruz de justicia de la Sagrada Orden Militar Constantiniana de San Jorge (Casa de Borbón-Dos Sicilias, 1961).[11]
- Caballero gran cruz de la Orden del Fénix (Reino de Grecia)[1] (13/05/1962).

## Ancestros
|  |                                                                        |  |  |  |  |  |  |  |  |  |  |  |  |  |  |  |
|  | 16. Carlos Martínez de Irujo, I marqués de Casa Irujo                  |  |  |  |  |  |  |  |  |  |  |  |  |  |  |  |
|  |                                                                        |  |  |  |  |  |  |  |  |  |  |  |  |  |  |  |
|  |                                                                        |  |  |  |  |  |  |  |  |  |  |  |  |  |  |  |
|  | 8. Carlos Martínez de Irujo, II marqués de Casa Irujo                  |  |  |  |  |  |  |  |  |  |  |  |  |  |  |  |
|  |                                                                        |  |  |  |  |  |  |  |  |  |  |  |  |  |  |  |
|  |                                                                        |  |  |  |  |  |  |  |  |  |  |  |  |  |  |  |
|  | 17. Sarah Maria McKean                                                 |  |  |  |  |  |  |  |  |  |  |  |  |  |  |  |
|  |                                                                        |  |  |  |  |  |  |  |  |  |  |  |  |  |  |  |
|  |                                                                        |  |  |  |  |  |  |  |  |  |  |  |  |  |  |  |
|  | 4. Carlos Martínez de Irujo, VIII duque de Sotomayor                   |  |  |  |  |  |  |  |  |  |  |  |  |  |  |  |
|  |                                                                        |  |  |  |  |  |  |  |  |  |  |  |  |  |  |  |
|  |                                                                        |  |  |  |  |  |  |  |  |  |  |  |  |  |  |  |
|  | 18. Juan del Alcázar, VI marqués del Valle de la Paloma                |  |  |  |  |  |  |  |  |  |  |  |  |  |  |  |
|  |                                                                        |  |  |  |  |  |  |  |  |  |  |  |  |  |  |  |
|  |                                                                        |  |  |  |  |  |  |  |  |  |  |  |  |  |  |  |
|  | 9. Gabriela del Alcázar, VII duquesa de Sotomayor                      |  |  |  |  |  |  |  |  |  |  |  |  |  |  |  |
|  |                                                                        |  |  |  |  |  |  |  |  |  |  |  |  |  |  |  |
|  |                                                                        |  |  |  |  |  |  |  |  |  |  |  |  |  |  |  |
|  | 19. Teresa de Vera, II duquesa de la Roca                              |  |  |  |  |  |  |  |  |  |  |  |  |  |  |  |
|  |                                                                        |  |  |  |  |  |  |  |  |  |  |  |  |  |  |  |
|  |                                                                        |  |  |  |  |  |  |  |  |  |  |  |  |  |  |  |
|  | 2. Pedro Martínez de Irujo, IX duque de Sotomayor                      |  |  |  |  |  |  |  |  |  |  |  |  |  |  |  |
|  |                                                                        |  |  |  |  |  |  |  |  |  |  |  |  |  |  |  |
|  |                                                                        |  |  |  |  |  |  |  |  |  |  |  |  |  |  |  |
|  | 20. Pedro Caro, IV marqués de la Romana                                |  |  |  |  |  |  |  |  |  |  |  |  |  |  |  |
|  |                                                                        |  |  |  |  |  |  |  |  |  |  |  |  |  |  |  |
|  |                                                                        |  |  |  |  |  |  |  |  |  |  |  |  |  |  |  |
|  | 10. Pedro Caro, V marqués de la Romana                                 |  |  |  |  |  |  |  |  |  |  |  |  |  |  |  |
|  |                                                                        |  |  |  |  |  |  |  |  |  |  |  |  |  |  |  |
|  |                                                                        |  |  |  |  |  |  |  |  |  |  |  |  |  |  |  |
|  | 21. María Tomasa Álvarez de Toledo y Palafox                           |  |  |  |  |  |  |  |  |  |  |  |  |  |  |  |
|  |                                                                        |  |  |  |  |  |  |  |  |  |  |  |  |  |  |  |
|  |                                                                        |  |  |  |  |  |  |  |  |  |  |  |  |  |  |  |
|  | 5. María Caro y Széchényi                                              |  |  |  |  |  |  |  |  |  |  |  |  |  |  |  |
|  |                                                                        |  |  |  |  |  |  |  |  |  |  |  |  |  |  |  |
|  |                                                                        |  |  |  |  |  |  |  |  |  |  |  |  |  |  |  |
|  | 22. Conde Pablo Széchényi de Sárvár-Felsővidék                         |  |  |  |  |  |  |  |  |  |  |  |  |  |  |  |
|  |                                                                        |  |  |  |  |  |  |  |  |  |  |  |  |  |  |  |
|  |                                                                        |  |  |  |  |  |  |  |  |  |  |  |  |  |  |  |
|  | 11. Condesa Isabel Széchényi de Sárvár-Felsővidék                      |  |  |  |  |  |  |  |  |  |  |  |  |  |  |  |
|  |                                                                        |  |  |  |  |  |  |  |  |  |  |  |  |  |  |  |
|  |                                                                        |  |  |  |  |  |  |  |  |  |  |  |  |  |  |  |
|  | 23. Condesa Emilia Zichy-Ferraris de Zich y Väsonykeö                  |  |  |  |  |  |  |  |  |  |  |  |  |  |  |  |
|  |                                                                        |  |  |  |  |  |  |  |  |  |  |  |  |  |  |  |
|  |                                                                        |  |  |  |  |  |  |  |  |  |  |  |  |  |  |  |
|  | 1. Luis Martínez de Irujo y Artázcoz, duque consorte de Alba de Tormes |  |  |  |  |  |  |  |  |  |  |  |  |  |  |  |
|  |                                                                        |  |  |  |  |  |  |  |  |  |  |  |  |  |  |  |
|  |                                                                        |  |  |  |  |  |  |  |  |  |  |  |  |  |  |  |
|  | 24. Miguel Ramón de Artázcoz y Benitúa                                 |  |  |  |  |  |  |  |  |  |  |  |  |  |  |  |
|  |                                                                        |  |  |  |  |  |  |  |  |  |  |  |  |  |  |  |
|  |                                                                        |  |  |  |  |  |  |  |  |  |  |  |  |  |  |  |
|  | 12. Vicente Manuel de Artázcoz y Plaza                                 |  |  |  |  |  |  |  |  |  |  |  |  |  |  |  |
|  |                                                                        |  |  |  |  |  |  |  |  |  |  |  |  |  |  |  |
|  |                                                                        |  |  |  |  |  |  |  |  |  |  |  |  |  |  |  |
|  | 25. María Rosa de la Plaza y Galarza                                   |  |  |  |  |  |  |  |  |  |  |  |  |  |  |  |
|  |                                                                        |  |  |  |  |  |  |  |  |  |  |  |  |  |  |  |
|  |                                                                        |  |  |  |  |  |  |  |  |  |  |  |  |  |  |  |
|  | 6. Francisco Javier de Artázcoz y Urdinola                             |  |  |  |  |  |  |  |  |  |  |  |  |  |  |  |
|  |                                                                        |  |  |  |  |  |  |  |  |  |  |  |  |  |  |  |
|  |                                                                        |  |  |  |  |  |  |  |  |  |  |  |  |  |  |  |
|  | 26. Ignacio María de Urdinola y Arbide                                 |  |  |  |  |  |  |  |  |  |  |  |  |  |  |  |
|  |                                                                        |  |  |  |  |  |  |  |  |  |  |  |  |  |  |  |
|  |                                                                        |  |  |  |  |  |  |  |  |  |  |  |  |  |  |  |
|  | 13. Romana Josefa de Urdinola y Salcedo                                |  |  |  |  |  |  |  |  |  |  |  |  |  |  |  |
|  |                                                                        |  |  |  |  |  |  |  |  |  |  |  |  |  |  |  |
|  |                                                                        |  |  |  |  |  |  |  |  |  |  |  |  |  |  |  |
|  | 27. Micaela de Salcedo y Landecho                                      |  |  |  |  |  |  |  |  |  |  |  |  |  |  |  |
|  |                                                                        |  |  |  |  |  |  |  |  |  |  |  |  |  |  |  |
|  |                                                                        |  |  |  |  |  |  |  |  |  |  |  |  |  |  |  |
|  | 3. Ana María de Artázcoz, Dama de la Reina Victoria Eugenia            |  |  |  |  |  |  |  |  |  |  |  |  |  |  |  |
|  |                                                                        |  |  |  |  |  |  |  |  |  |  |  |  |  |  |  |
|  |                                                                        |  |  |  |  |  |  |  |  |  |  |  |  |  |  |  |
|  | 28. Juan Francisco de Labayen y Pagola                                 |  |  |  |  |  |  |  |  |  |  |  |  |  |  |  |
|  |                                                                        |  |  |  |  |  |  |  |  |  |  |  |  |  |  |  |
|  |                                                                        |  |  |  |  |  |  |  |  |  |  |  |  |  |  |  |
|  | 14. Miguel Antonio de Labayen y Eguía                                  |  |  |  |  |  |  |  |  |  |  |  |  |  |  |  |
|  |                                                                        |  |  |  |  |  |  |  |  |  |  |  |  |  |  |  |
|  |                                                                        |  |  |  |  |  |  |  |  |  |  |  |  |  |  |  |
|  | 29. María Juana de Eguía y Zubelzu                                     |  |  |  |  |  |  |  |  |  |  |  |  |  |  |  |
|  |                                                                        |  |  |  |  |  |  |  |  |  |  |  |  |  |  |  |
|  |                                                                        |  |  |  |  |  |  |  |  |  |  |  |  |  |  |  |
|  | 7. María Luisa de Labayen y Aranzabe                                   |  |  |  |  |  |  |  |  |  |  |  |  |  |  |  |
|  |                                                                        |  |  |  |  |  |  |  |  |  |  |  |  |  |  |  |
|  |                                                                        |  |  |  |  |  |  |  |  |  |  |  |  |  |  |  |
|  | 30. Juan Antonio de Aranzabe y Arámburu                                |  |  |  |  |  |  |  |  |  |  |  |  |  |  |  |
|  |                                                                        |  |  |  |  |  |  |  |  |  |  |  |  |  |  |  |
|  |                                                                        |  |  |  |  |  |  |  |  |  |  |  |  |  |  |  |
|  | 15. María de la Concepción de Aranzabe y Alpízar                       |  |  |  |  |  |  |  |  |  |  |  |  |  |  |  |
|  |                                                                        |  |  |  |  |  |  |  |  |  |  |  |  |  |  |  |
|  |                                                                        |  |  |  |  |  |  |  |  |  |  |  |  |  |  |  |
|  | 31. María del Rosario de Alpízar y Arévalo                             |  |  |  |  |  |  |  |  |  |  |  |  |  |  |  |
|  |                                                                        |  |  |  |  |  |  |  |  |  |  |  |  |  |  |  |
|  |                                                                        |  |  |  |  |  |  |  |  |  |  |  |  |  |  |  |

| Predecesor: María del Rosario de Silva y Gurtubay | Duque consorte de Alba de Tormes 1953-1972 | Sucesor: Jesús Aguirre y Ortiz de Zárate |